# Randy Bullock
Pour les articles homonymes, voir Bullock.
(en) Statistiques sur pro-football-reference
Randol Richard Bullock (né le 16 décembre 1989 à Klein) est un joueur américain de football américain évoluant à la position de kicker. Il joue actuellement avec les Giants de New York dans la National Football League (NFL).

## Biographie

### Jeunesse
Bullock a fait ses études secondaires à la Klein High School de Klein au Texas et joue dans leur équipe de football américain  comme kicker.

### Carrière universitaire
Il intègre l'Université A&M du Texas et joue pour l'équipe Aggies. Après avoir reçu les honneurs académiques de la conférence Big 12, il est le vainqueur du Lou Groza Award 2011 et est nommé dans l'équipe All-American cette même saison après avoir affiché un score de 25 field goals réussit sur 29 tentés (86,2 % de réussite).

### Carrière professionnelle
Randy Bullock est sélectionné au cinquième tour de la draft 2012 de la NFL par les Texans de Houston en tant que 161e choix. En compétition avec le vétéran Shayne Graham pour le poste de kicker, il se blesse durant le camp d'entraînement et doit manquer toute la saison 2012.
Rétabli de sa blessure, il revient en force pour la saison 2013 avec de bonnes performances en pré-saison, et remporte le poste de kicker des Texans.
En septembre 2015, il est libéré par les Texans au bout de 3 parties, après avoir manqué un field goal et une conversion d'un point face aux Buccaneers de Tampa Bay malgré la victoire. Il rejoint les Jets de New York plus tard dans la saison, après une blessure de Nick Folk.
Il signe en 2016 avec une autre équipe new-yorkaise, les Giants de New York, mais est libéré après seulement une partie. Après presque deux mois sans jouer, il signe en décembre 2016 aux Steelers de Pittsburgh pour remplacer Chris Boswell, blessé. Il est libéré après une partie, au retour de Boswell. Il rejoint peu après les Bengals de Cincinnati pour jouer les trois derniers matchs de la saison.

## Statistiques
| Année  | Équipe                 | MJ     |        | Field goals | Field goals | Field goals | Field goals |         | Extra Points | Extra Points | Extra Points |
| Année  | Équipe                 | MJ     | Tentés | Réussis     | %           | Long        | Tentés      | Réussis | %            |              |              |
| 2013   | Texans de Houston      | 16     | 35     | 26          | 74,3        | 51          | 26          | 26      | 100          |              |              |
| 2014   | Texans de Houston      | 16     | 35     | 30          | 85,7        | 55          | 40          | 40      | 100          |              |              |
| 2015   | Texans de Houston      | 3      | 6      | 5           | 83,3        | 47          | 5           | 3       | 60           |              |              |
| 2015   | Jets de New York       | 8      | 17     | 14          | 82,4        | 49          | 20          | 19      | 95           |              |              |
| 2016   | Giants de New York     | 1      | 0      | 0           | -           | -           | 3           | 2       | 66,7         |              |              |
| 2016   | Steelers de Pittsburgh | 1      | 3      | 3           | 100         | 44          | 1           | 1       | 100          |              |              |
| 2016   | Bengals de Cincinnati  | 3      | 6      | 5           | 83,3        | 43          | 6           | 6       | 100          |              |              |
| 2017   | Bengals de Cincinnati  | 15     | 20     | 18          | 90          | 51          | 33          | 31      | 93,9         |              |              |
| 2018   | Bengals de Cincinnati  | 16     | 23     | 19          | 82,6        | 51          | 41          | 39      | 95,1         |              |              |
| 2019   | Bengals de Cincinnati  | 16     | 31     | 27          | 87,1        | 57          | 25          | 24      | 96           |              |              |
| Totaux | Totaux                 | Totaux | 176    | 147         | 83,5        | 57          | 200         | 191     | 95,5         |              |              |

## Palmarès
- Honneurs académique de la conférence Big 12 2010
- Vainqueur du Lou Groza Award 2011
- Équipe All-American 2011